# Dowody zbrodni (ścieżka dźwiękowa)
Dowody zbrodni (ścieżka dźwiękowa) – muzyka pojawiająca się w kolejnych odcinkach amerykańskiego serialu telewizyjnego Dowody zbrodni.
W 2008 ścieżka dźwiękowa została wydana na płycie CD, zawierającej utwory skomponowane przez Michaela A. Levine’a na potrzeby pierwszych czterech sezonów, a także utwór „300 Flowers”.

## Sezon 1.
Odcinek 1. Look Again
- „More Than a Feeling” – Boston
- „Soul Searching” – Soul Hooligan
- „You Sexy Thing” – Hot Chocolate
- „I’m Not in Love” – 10cc
- „Have You Ever Seen the Rain?” – Creedence Clearwater Revival

Odcinek 2. Gleen
- „Owner of a Lonely Heart” – Yes
- „True” – Spandau Ballet
- „Hold Me Now” – Thompson Twins
- „Total Eclipse of the Heart” – Bonnie Tyler
- „Straight From the Heart” – Bryan Adams

Odcinek 3. Useless Cats
- „How’s It Going To Be” – Third Eye Blind
- „When You’re Gone” – The Cranberries
- „Heroes” – The Wallflowers

Odcinek 4. Churchgoing People
- „Faith” – George Michael
- „Never Gonna Give You Up” – Rick Astley
- „I Get Weak” – Belinda Carlisle
- „Live To Tell” – Madonna

Odcinek 5. The Runner
- „Midnight Train To Georgia” – Gladys Knight & the Pips
- „Jungle Boogie” – Kool and the Gang
- „I’m Gonna Love You Just A Little More, Baby” – Barry White
- „Let’s Stay Together” – Al Green
- „If You Want Me to Stay” – Sly and the Family Stone
- „Time Has Come Today” – Chambers Brothers
- „You Are The Sunshine Of My Life” – Stevie Wonder
- „Lean On Me” – Bill Withers

Odcinek 6. Love Conquers All
- „Keep On Loving You” – REO Speedwagon
- „Who Can It Be Now” – Men at Work
- „Urgent” – Foreigner
- „The Best of Times” – Styx
- „Every Woman In The World” – Air Supply
- „Bette Davis Eyes” – Kim Carnes
- „She’s Got A Way About Her" – Billy Joel

Odcinek 7. A Time To Hate
- „Shoop Shoop Song (It’s in His Kiss)” – Betty Everett
- „Remember (Walkin’ In The Sand)” – Shangri-Las
- „You’re Nobody Till Somebody Loves You” – Dean Martin
- „Town Without Pity” – Gene Pitney
- „Turn! Turn! Turn!” – The Byrds

Odcinek 8. Fly Away
- „Sleep” – Azure Ray
- „Hemorrhage (In My Hands)” – Fuel
- „Heaven (Candlelight Mix)” – DJ Sammy

Odcinek 9. Sherry Darlin'
- „Lovesong” – The Cure
- „She Drives Me Crazy” – Fine Young Cannibals
- „Don’t Dream It’s Over” – Crowded House
- „The End of the Innocence” – Don Henley & Bruce Hornsby

Odcinek 10. The Hitchhiker
- „Walkin’ on the Sun” – Smash Mouth
- „Closer” – Nine Inch Nails
- „Two Step” – Dave Matthews Band
- „I Believe” – Blessid Union of Souls

Odcinek 11. Hubris
- „Wonderful” – Adam Ant
- „Stay” – Lisa Loeb
- „Don’t Look Back in Anger” – Oasis

Odcinek 12. Glued
- „Running On Empty” – Jackson Browne
- „Logical Song” – Supertramp
- „Slip Sliding Away” – Paul Simon
- „Follow You, Follow Me” – Genesis

Odcinek 13. The Letter
- „Stars Fell on Alabama” – Louis Armstrong & Ella Fitzgerald
- „Blue Moon” – Billie Holiday

Odcinek 14. Boy In The Box
- „You’re the Nearest Thing to Heaven” – Johnny Cash
- „All I Have To Do Is Dream (Dream, dream, dream)” – The Everly Brothers
- „Walkin’ After Midnight” – Patsy Cline
- „Poor Little Fool” – Ricky Nelson
- „Catch a Falling Star” – Perry Como
- „Lonesome Town” – Ricky Nelson
- „Sweeter Than You” – Rick Nelson

Odcinek 15. Disco Inferno
- „Disco Inferno” – The Trammps
- „After the Love is Gone” – Earth, Wind & Fire
- „Dancin’ Queen” – ABBA
- „I Will Survive” – Gloria Gaynor
- „I Love the Nightlife” – Alicia Bridges
- „Le Freak” – Chic
- „Stayin’ Alive” – Bee Gees
- „Last Dance” – Donna Summer

Odcinek 16. Volunteers
- „Volunteers” – Jefferson Airplane
- „Somebody to Love” – Jefferson Airplane
- „Mercy Mercy Me (The Ecology)” – Marvin Gaye
- „Whiter Shade of Pale” – Procol Harum
- „Say it Loud (I’m Black I’m Proud)” – James Brown
- „Love is All Around” – The Troggs
- „White Rabbit” – Jefferson Airplane
- „I Shall Be Released” – Joe Cocker
- „Get Together” – The Youngbloods

Odcinek 17. The Lost Soul Of Herman Lester
- „Walk This Way” – Aerosmith & Run-D.M.C.
- „Word Up” – Cameo
- „Big Time” – Peter Gabriel
- „Niggaz Wanna Act” – Mase
- „Push It” – Salt-n-Pepa
- „Don’t Give Up” – Peter Gabriel & Kate Bush
- „Walk Like a Man” – Bruce Springsteen

Odcinek 18. Resolutions
- „Save Tonight” – Eagle Eye Cherry
- „It’s The End of the World As We Know It (And I Feel Fine)”  – R.E.M.
- „Never Let You Go” – Third Eye Blind
- „No Scrubs” – TLC
- „She’s So High” – Tal Bachman
- „Steal My Sunshine” – Len
- „Hands” – Jewel

Odcinek 19. Late Returns
- „Don’t Stop” – Fleetwood Mac
- „Dreams” – The Cranberries
- „Hey Jealousy” – Gin Blossoms
- „What’s Up” – 4 Non Blondes
- „Can’t Do a Thing (To Stop Me)” – Chris Isaak
- „Ordinary World” – Duran Duran

Odcinek 20. Greed
- „Karma Chameleon” – Culture Club
- „Everybody Wants to Rule The World” – Tears for Fears
- „Sharp-Dressed Man” – ZZ Top
- „Separate Ways” – Journey
- „It’s My Life” – Talk Talk
- „AJ Scratch” – Kurtis Blow
- „In The Name Of Love” – Thompson Twins
- „Better Be Good To Me” – Tina Turner
- „Dirty Laundry” – Don Henley
- „All Through The Night” – Cyndi Lauper

Odcinek 21. Maternal Instincts
- „Closer To Fine” – Indigo Girls
- „Free Falling” – Tom Petty & The Heartbreakers
- „Sweet Jane” – Cowboy Junkies
- „Every Rose Has Its Thorn” – Poison
- „Love In an Elevator” – Aerosmith
- „Listen To Your Heart” – Roxette
- „Sowing The Seeds of Love” – Tears for Fears
- „Eternal Flame” – The Bangles

Odcinek 22. The Plan
- „Machine Head” – Bush
- „Writing To Reach You” – Travis
- „Don’t Drink The Water” – Dave Matthews Band
- „Long Way Down” – Peg
- „Save Me Before I Drown” – Limp Bizkit
- „Outside” – Staind
- „Last Resort” – Papa Roach
- „Gentleman Caller” – Cursive
- „Wise Up” – Aimee Mann

Odcinek 23. Lover’s Lane
- „And We Danced” – The Hooters
- „Mad About You” – Belinda Carlisle
- „Love Somebody” – Rick Springfield
- „Maniac” – Michael Sembello
- „Safety Dance” – Men Without Hats
- „Pretty In Pink” – Psychedelic Furs
- „The Ghost in You” – Psychedelic Furs
- „Leather and Lace” – Stevie Nicks

## Sezon 2.
Odcinek 1. – The Badlands
- „Still Fly” – Big Tymers
- „Strawberry Letter 23” – Shuggie Otis
- „Hands Of Time” – Groove Armada
- „Soul Searching” – Soul Hooligan
- „Foolish” – Ashanti
- „Mine For The Takin" – Master Source
- „If I Ain’t Got You” – Alicia Keys

Odcinek 2. – Factory Girls
- „Rosie the Riveter” – Four Vagabonds
- „Till Then” – The Mills Brothers
- „Waiting For The Train To Come In” – Peggy Lee
- „I’m Beginning To See The Light” – Duke Ellington
- „Rumors Are Flying” – The Andrews Sisters
- „American Patrol” – Glenn Miller
- „Is You Is Or Is You Ain’t My Baby” – Louis Jordan
- „Don’t Fence Me In” – Bing Crosby

Odcinek 3. Daniela
- „Bad Girls” – Donna Summer
- „My Sharona” – The Knack
- „Ring My Bell” – Anita Ward
- „I’d Really Love To See You Tonight” – England Dan & John Ford Coley
- „I Want You To Want Me” – Cheap Trick
- „Beautiful” – Katie Pfaffl
- „The Hustle” – Van McCoy
- „Y.M.C.A.”  – Village People
- „Please Don’t Go” – KC & The Sunshine Band
- „Goodbye Girl” – Bread

Odcinek 4. The House
- „Folsom Prison Blues” – Johnny Cash
- „Orange Blossom Special” – Johnny Cash
- „I Got Stripes” – Johnny Cash
- „Dirty Old Egg-Sucking Dog” – Johnny Cash
- „Cocaine Blues” – Johnny Cash
- „Ring of Fire” – Johnny Cash
- „Will The Circle Be Unbroken” – Johnny Cash
- „Give My Love To Rose” – Johnny Cash
- „Flesh And Blood” – Johnny Cash

Odcinek 5. Who’s Your Daddy?
- „Sadeness” – Enigma
- „Policy of Truth” – Depeche Mode
- „Just Like Heaven” – The Cure
- „What I Am” – Edie Brickell & New Bohemians
- „Jump Around” – House of Pain
- „Pictures of You” – The Cure
- „Send Me An Angel” – Scorpions

Odcinek 6. Sleepover
- „Stand” – R.E.M.
- „There She Goes” – The La’s
- „Something So Strong” – Crowded House
- „Alive and Kicking” – Simple Minds
- „In Your Room” – The Bangles
- „Don’t Leave The Girl” – Erik Broms
- „Wave of Mutilation” – Pixies
- „Lullaby” – The Cure
- „Toy Soldiers” – Martika
- „Circle” – Edie Brickell

Odcinek 7. It’s Raining Men
- „It’s Raining Men” – The Weather Girls
- „Our House” – Madness
- „Working for the Weekend” – Loverboy
- „You Got Lucky” – Tom Petty & The Heartbreakers
- „Time After Time” – Cyndi Lauper
- „Eyes Without a Face” – Billy Idol
- „Still Loving You” – Scorpions
- „Shame On The Moon” – Bob Seger
- „When I’m With You” – Sheriff

Odcinek 8. Red Glare
- „Your Mouth’s Got A Hole In It” – Buddy Marrow
- „Goodnight Sweetheart Goodnight” – The Spaniels
- „Iko Iko / Jockomo” – James Crawford
- „Yesterdays” – Billie Holiday
- „Rags to Riches” – Tony Bennett
- „Cry” – Johnnie Ray
- „You Belong to Me” – Patti Page
- „The Raft & The River” – Michael Levine
- „Moonlight Promanade” – APM Music Library
- „I Believe (For Every Drop Of Rain That Falls)” – Frankie Laine

Odcinek 9. Mindhunters
- „Only The Young” – Journey
- „Walking On Sunshine” – Katrina and the Waves
- „Victim Of Gravity” – The Tokens
- „The Dope Show” – Marilyn Manson
- „Life In A Northern Town” – The Dream Academy
- „Restless” – Witchman
- „Long Long Way To Go” – Phil Collins

Odcinek 10. Discretion
- „Kryptonite” – 3 Doors Down
- „Run” – Collective Soul
- „Natural Blues” – Moby
- „I Think God I Can Explain” – Splender
- „Put Your Lights On” – Carlos Santana
- „Why Does It Always Rain On Me?” – Travis

Odcinek 11. Blank Generation
- „Surrender” – Cheap Trick
- „I Wanna Be Sedated” – Ramones
- „Moving In Stereo” – The Cars
- „Accidents Will Happen” – Elvis Costello & The Attractions
- „Cruel To Be Kind” – Nick Lowe
- „Why Can’t I Touch It?” – Buzzcocks
- „(So Funny 'Bout) Peace, Love, And Understanding” – Elvis Costello

Odcinek 12. Yo, Adrian
- „Philadelphia Freedom” – Elton John
- „Dance With Me” – Orleans
- „Give Up The Funk (Tear The Roof Off The Sucker)” – Parliament
- „Can’t You See” – Marshall Tucker Band
- „You Ain’t Seen Nothing Yet” – Bachman-Turner Overdrive
- „Someone Saved My Life Tonight” – Elton John
- „The River” – Master Source
- „You Again” – David Thiele
- „Baby I Love Your Way” – Peter Frampton

Odcinek 13. Time To Crime
- „Higher Love” – Steve Winwood
- „I Can’t Wait” – Master Source
- „What It’s Like” – Everlast
- „Man in the Box” – Alice in Chains
- „Trailer Trash” – Master Source
- „Just To See Her” – Smokey Robinson
- „Acting Like This” – Master Source
- „Man in the Mirror” – Michael Jackson

Odcinek 14. Revolution
- „Do You Believe In Magic” – The Lovin’ Spoonful
- „Secret Crush On You” – Master Source
- „Lay Lady Lay” – Bob Dylan
- „Time Of The Season” – The Zombies
- „Touch Me” – The Doors
- „Je Vous Aime” – Five Alarm Music Library
- „Build Me Up Buttercup” – The Foundations
- „California Dreamin” – The Mamas & the Papas
- „My Silver Sitar / Let’s Take A Trip” – Master Source
- „Can’t Find My Way Home” – Blind Faith
- „Crimson And Clover” – Tommy James and the Shondells
- „I Say A Little Prayer” – Aretha Franklin

Odcinek 15. Wishing
- „These Are Days” – 10,000 Maniacs
- „I’m Gonna Be (500 Miles)” – The Proclaimers
- „Plush” – Stone Temple Pilots
- „Trouble Me” – 10,000 Maniacs
- „Angel” – Michelle Cummings
- „Fear” – Sarah McLachlan
- „Fade Into You” – Mazzy Star
- „Somewhere Over The Rainbow” – Israel Kamakawiwoʻole

Odcinek 16. Revenge
- „The Impression That I Get” – The Mighty Mighty Bosstones
- „6th Avenue Heartache” – The Wallflowers
- „Waltz #2” – Elliot Smith
- „Let It Go” – Kelda
- „Got You Where I Want You” – The Flys
- Messy Music” – Breathe
- „A Long December” – Counting Crows
- „Don’t Go Away” – Oasis

Odcinek 17. Schadenfreude
- „Under Pressure” – David Bowie & Queen
- „Save A Prayer” – Duran Duran
- „Still In Pain” – Manhattan Production Music
- „Caught Up In You” – 38 Special
- „Dancing With Myself” – Billy Idol
- „All Night” – Master Source
- „867-5309/Jenny” – Tommy Tutone
- „Wish I Never Met You” – Dave Feldstein, Scott Nickoley & Jamie Dunlap
- „Don’t Stop Believin’” – Journey

Odcinek 18. Ravaged
- „As I Lay Me Down” – Sophie B. Hawkins
- „Only Wanna Be With You” – Hootie & the Blowfish
- „Time” – Hootie & the Blowfish
- „Fall For Love” – David Thiele
- „Let Her Cry” – Hootie & the Blowfish
- „Found Out About You” – The Gin Blossoms
- „Long Cold Silence” – Messy Music
- „Secret Garden” – Bruce Springsteen

Odcinek 19. Strange Fruit
- „One Fine Day” – The Chiffons
- „Walk Like A Man” – The Four Seasons
- „Heatwave” – Martha and the Vandellas
- „Just One Look” – Doris Troy
- „Rainbow” – Gene Chandler
- „Till Death Do Us Part” – Opus 1
- „Strange Fruit” – Nina Simone

Odcinek 20. Kensington
- „Jack and Diane” – John Mellencamp
- „Walk Tall” – John Mellencamp
- „Face Of The Nation” – John Mellencamp
- „Hand To Hold On To” – John Mellencamp
- „Between A Laugh And A Tear” – John Mellencamp
- „Crumblin’ Down” – John Mellencamp
- „Lonely Ol’ Night” – John Mellencamp
- „Hurts So Good” – John Mellencamp
- „Authority Song” – John Mellencamp
- „Small Town” – John Mellencamp

Odcinek 21. Creatures Of The Night
- „Time Warp” – Richard O’Brien
- „Eddie” – Jonathan Adams
- „Super Heroes” – Barry Bostwick
- „Don’t Dream It. Be It” – Peter Hinwood
- „Science Fiction/Double Feature (Reprise)” – Richard O’Brien
- „Hot Patootie (Bless My Soul)”  – Meat Loaf
- „Sweet Transvestite” – Tim Curry
- „Touch-A Touch-A Touch-A Me” – Susan Sarandon
- „I’m Going Home” – Tim Curry
- „Over at the Frankenstein Place” – Barry Bostwick

Odcinek 22. Best Friends
- „I Got Rhythm” – Ethel Waters & Ben Slavin
- „Trav’lin’ All Alone” – Billie Holiday
- „It Don’t Mean A Thing (If It Ain’t Got That Swing)”  – Ivie Anderson & Duke Ellington
- „Nobody Knows You When You’re Down and Out” – Bessie Smith

Odcinek 23. The Woods
- „Sunshine On My Shoulders” – John Denver
- „Riders On The Storm” – The Doors
- „Aqualung” – Jethro Tull
- „Witchy Woman” – Eagles
- „Sandman” – America
- „Behind Blue Eyes” – The Who

## Sezon 3.
Odcinek 1. – Family
- „Always on My Mind” – Pet Shop Boys
- „Under The Milky Way” – The Church
- „Velvet & Veil” – Garth
- „Never Let Me Down Again” – Depeche Mode
- „No One Is To Blame” – Howard Jones
- „Secret” – Orchestral Manoeuvres in the Dark
- „Together Forever” – Rick Astley
- „In Your Eyes” – Peter Gabriel

Odcinek 2. – The Promise
- „Hey Ya” – OutKast
- „Almost” – Bowling for Soup
- „Sk8er Boi” – Avril Lavigne
- „Raise Your Hands” – PGM
- „Here without You” – 3 Doors Down
- „All Flossed Out” – 5 Alarm
- „Run” – Snow Patrol
- „Talk To You” – PGM
- „Fallen” – Sarah McLachlan

Odcinek 3. – Bad Night
- „American Girl” – Tom Petty
- „Go Your Own Way” – Fleetwood Mac
- „Baby Come Back” – Player
- „I’ll Let You Sleep” – David May
- „Bitter Lies” – Garth
- „Come Sail Away” – Styx
- „Dream On” – Aerosmith

Odcinek 4. – Colors
- „Baseball Boogie” – Mabel Scott
- „One O’Clock Jump” – Count Basie
- „Five Guys Named Moe” – Louis Jordan
- „Gotta Be This Or That” – Benny Goodman
- „Candy” – The Manhattan Transfer
- „Sentimental Journey” – Doris Day

Odcinek 5. – Committed
- „Sh-Boom” – The Crew Cuts
- „It’s Alright, Mama” – Elvis Presley
- „Cry Me A River” – Julie London
- „Only You” – The Platters

Odcinek 6. – Saving Patrick Bubley
- „Changes” – 2Pac
- „Let The Drummer Kick It” – Citizen Cope
- „Why Does My Heart Feel So Bad?”  – Moby
- „The Long Day Is Over” – Norah Jones
- „Get to Know Ya” – Maxwell
- „Cumbia De Los Muertos” – Ozomatli
- „Faith In You” – PM Dawn

Odcinek 7. – Start-Up
- „You Get What You Give” – The New Radicals
- „Take A Picture” – Filter
- „Semi-Charmed Life” – Third Eye Blind
- „Runaway Cab” – Stick
- „It’s No Good” – Depeche Mode
- „Push It” – Garbage
- „Sweet Surrender” – Sarah McLachlan
- „Save Me” – Aimee Mann

Odcinek 8. – Honor
- „Rocket Man” – Elton John
- „Baby Im-a Want You” – Bread
- „Doctor My Eyes” – Jackson Browne
- „Draggin’ The Line” – Tommy James & the Shondells
- „Stranger In A Strange Land” – Leon Russell
- „Rock 'n Roll Star” – Master Source
- „If You Could Read My Mind” – Gordon Lightfoot

Odcinek 9. – A Perfect Day
- „My Girl” – The Temptations
- „Come With Me” – Opus 1
- „I Can’t Help Myself (Sugar Pie Honey Bunch)” – The Four Tops
- „As Tears Go By” – Marianne Faithfull
- „The Wedding” – Julie Rogers
- „Will You Love Me Tomorrow” – The Shirelles
- „Mr. Tambourine Man” – The Byrds
- „Catch The Wind” – Donovan

Odcinek 10. – Frank’s Best
- „Santa Claus Is Coming To Town” – Steve Tyrell
- „Be Like That” – 3 Doors Down
- „Silver Bells” – Vonda Shepard
- „La Calle” – Azucar
- „Reggaeton Latino” – Don Omar
- „Please Come Home For Christmas” – B.B. King
- „Life is Sweet” – Natalie Merchant
- „Wherever You Will Go” – The Calling

Odcinek 11. – 8 Years
- „No Surrender” – Bruce Springsteen
- „Bobby Jean” – Bruce Springsteen
- „Brilliant Disguise” – Bruce Springsteen
- „Glory Days” – Bruce Springsteen
- „I’m On Fire” – Bruce Springsteen
- „Drive All Night” – Bruce Springsteen
- „Stolen Car” – Bruce Springsteen
- „Atlantic City” – Bruce Springsteen
- „One Step Up” – Bruce Springsteen

Odcinek 12. – Detention
- „Come Out And Play” – The Offspring
- „Opener” – 8 mm
- „Vasoline” – Stone Temple Pilots
- „Tantrum” – AM Vibe
- „No Excuses” – Alice in Chains
- „Anna Begins” – Counting Crows
- „Today” – The Smashing Pumpkins
- „Landslide” – The Smashing Pumpkins

Odcinek 13. – Debut
- „Hooked On A Feeling” – B.J. Thomas
- „Daydream Believer” – The Monkees
- „Beautiful People” – Melanie
- „A Beautiful Morning” – The Rascals
- „Magic Carpet Ride” – Steppenwolf
- „Moon River” – Henry Mancini

Odcinek 14. – Dog Day Afternoons
- „Baby Did A Bad Bad Thing” – Chris Isaak
- „Cowboy Take Me Away” – Dixie Chicks
- „Nothing But Your Lovin’ Will Do” – Jo Linder
- „Meet Virginia” – Train
- „Wonderful” – Everclear
- „Breathe” – Faith Hill
- „All We Ever Find” – Tim McGraw and the Dancehall Doctors
- „I Hope You Dance” – Lee Ann Womack

Odcinek 15. – Sanctuary
- „Teardrop” – Massive Attack
- „Mad About You” – Hooverphonic
- „Grin-Gosano” – Control Machete
- „Life in Mono” – Mono
- „Let Me See” – Morcheeba
- „Comprendes Mendes?”  – Control Machete
- „Return To Innocence” – Enigma

Odcinek 16. – One Night
- „Take The Long Way Home” – Supertramp
- „Atomic” – Blondie
- „Black Tile Room” – Leah Siegel
- „Wintertime” – Steve Miller
- „Precious” – Depeche Mode
- „Long Cold Silence” – Messy Music
- „Black Sheep Boy #4” – Okkervil River
- „You And Me” – Lifehouse

Odcinek 17. – Superstar
- „I Am Woman” – Helen Reddy
- „I Feel The Earth Move” – Carole King
- „You’re So Vain” – Carly Simon
- „Believe in Humanity” – Carole King
- „Get It While You Can” – Janis Joplin
- „O-o-h Child” – The Five Stairsteps
- „Dancing In The Moonlight” – King Harvest
- „Lonely People” – America
- „Your Song” – Elton John

Odcinek 18. – Wilkommen
- „Willkommen”
- „Mein Herr” – Natasha Richardson
- „Don’t Tell Mama” – Natasha Richardson
- „Perfectly Marvelous” -Natasha Richardson
- „Maybe This Time” – Natasha Richardson
- „Married” – Ron Rifkin
- „If You Could See Her” – Alan Cumming, Joyce Chittick
- „Tomorrow Belongs To Me” – Michele Pawk
- „Cabaret” – Natasha Richardson

Odcinek 19. – Beautiful Little Fool
- „Charleston” – Paul Whiteman and His Orchestra
- „Heebie Jeebies” – Louis Armstrong & His Hot Five
- „One Last Dress”
- „Secondhand Rose” – Fanny Brice
- „You Stole My Man” – Ida Cox
- „Writing On The Wall” – Five Alarm Music Library
- „True Blue Lou” – Ethel Waters
- „300 Flowers” – Allison Miller (Violet)

Odcinek 20. – Death Penalty: Final Appeal
- „Shine” – Collective Soul
- „This Ain’t Living” – G. Love & Special Sauce
- „Come Undone” – Duran Duran
- „I Know” – Dionne Farris
- „Mmm Mmm Mmm Mmm” – Crash Test Dummies
- „Satellite” – Dave Matthews Band
- „Hallelujah” – John Cale

Odcinek 21. – The Hen House
- „Leap Frog” – Les Brown & His Orchestra
- „Ac-Cent-Tchu-Ate The Positive” – Johnny Mercer
- „Opus One” – Tommy Dorsey
- „I Don’t Know Enough About You” – Peggy Lee
- „You Always Hurt The One You Love” – The Mills Brothers
- „It Could Happen To You” – Jo Stafford

Odcinek 22. – The River
- „Holding Out For A Hero” – Bonnie Tyler
- „Think I’m In Love” – Eddie Money
- „Rebel Yell” – Billy Idol
- „Drive” – The Cars
- „Blasphemous Rumors” – Depeche Mode
- „Mercy Street” – Peter Gabriel
- „Only Time Will Tell” – Asia

Odcinek 23. – Joseph
- „Float On” – Modest Mouse
- „Munich” – Editors
- „Somewhere Only We Know” – Keane
- „Save Me” – Unwritten Law
- „Lullaby” – Dixie Chicks
- „The Reason” – Hoobastank
- „Jerk It Out” – Caesars
- „Collide” – Howie Day

## Sezon 4.
Odcinek 1. – Rampage
- „I Will Refuse” – Pailhead
- „Bullet With Butterfly Wings” – The Smashing Pumpkins
- „A Girl Like You” – Edwyn Collins
- „Hey Man, Nice Shot” – Filter
- „Glycerine” – Bush
- „One of Us” – Joan Osborne

Odcinek 2. – War At Home
- „White Houses” – Vanessa Carlton
- „White Flag” – Dido
- „Chocolate” – Snow Patrol
- „Bullet And A Target” – Citizen Cope
- „Turn Time Around” – Nyles Lannon
- „Grazed Knees” – Snow Patrol
- „Little By Little” – Oasis

Odcinek 3. – Sandhogs
- „Sixteen Tons” – Big Bill Broonzy
- „John the Revelator” – Son House
- „Move It On Over” – Hank Williams
- „Buzz Me Blues” – Louis Jordan
- „That Lucky Old Sun (Just Rolls Around Heaven All Day)”  – Louis Armstrong
- „I Wonder” – Louis Armstrong

Odcinek 4. – Baby Blues
- „Somebody’s Baby” – Jackson Browne
- „Shining Star” – The Manhattans
- „All Night” – Master Source
- „Harden My Heart” – Quarterflash
- „Only the Lonely” – The Motels
- „In the Air Tonight” – Phil Collins
- „Open Arms” – Journey

Odcinek 5. – Saving Sammy
- „Calling All Angels” – Train
- „Blurry” – Puddle of Mudd
- „Someday” – Nickelback
- „Love Pollution” – Feeder
- „Wonderwall” – Ryan Adams
- „In My Place” – Coldplay

Odcinek 6. – Static
- „Say Mama” – Gene Vincent
- „Dottie” – Danny & the Juniors
- „Rock, Rock, Rock” – Jimmy Cavallo & His House Rockers
- „Be-Bop-A-Lula” – Gene Vincent
- „Ready Teddy” – Little Richard
- „Problems” – The Everly Brothers
- „Scarlet Rose” – Alexa Ray Joel

Odcinek 7. – The Key
- „Best of My Love” – The Emotions
- „Sharing the Night Together” – Dr. Hook
- „Babe” – Styx
- „Makin’ It” – David Naughton
- „When I Need You” – Leo Sayer
- „Broken Hearted Me” – Anne Murray

Odcinek 8. – Fireflies
- „Tin Man” – America
- „Living for the City” – Stevie Wonder
- „Love Train” – The O’Jays
- „The Best Thing That Ever Happened to Me” – Gladys Knight
- „That’s the Way of the World” – Earth, Wind & Fire
- „Landslide” – Fleetwood Mac

Odcinek 9. – Lonely Hearts
- „The Look” – Roxette
- „I’ll Always Love You” – Taylor Dane
- „Hungry Eyes” – Eric Carmen
- „(I Just) Died in Your Arms” – Cutting Crew
- „Love Shack” – The B-52’s
- „Alone” – Heart

Odcinek 10. – Forever Blue
- „Daydream Believer” – The Monkees
- „Love Me Two Times” – The Doors
- „Pictures of Matchstick Men” – Status Quo
- „Slip Away” – Clarence Carter
- „White Room” – Cream
- „My Back Pages” – The Byrds

Odcinek 11. – The Red and Blue
- „Just to See You Smile” – Tim McGraw
- „Something Like That” – Tim McGraw
- „All I Want Is A Life” – Tim McGraw
- „Counting My Lucky Stars” – Mike Stinson
- „I Do But I Don’t” – Tim McGraw
- „For A Little While” – Tim McGraw
- „The Cowboy In Me” – Tim McGraw
- „Drugs or Jesus” – Tim McGraw
- „I’ve Got Friends That Do” – Tim McGraw

Odcinek 12. – Knuckle Up
- „Chariot” – Gavin DeGraw
- „Beverly Hills” – Weezer
- „Sexlines Are Expensive Comedy” – Drive By Argument
- „Such Great Heights” – The Postal Service
- „Plans” – Bloc Party
- „Falls on Me” – Fuel
- „How To Save A Life” – The Fray

Odcinek 13. – Blackout
- „One Headlight” – The Wallflowers
- „The World I Know” – Collective Soul
- „Bang And Blame” – R.E.M.
- „December” – Collective Soul
- „Typical Situation” – Dave Matthews Band
- „Name” – Goo Goo Dolls

Odcinek 14. – 8:03 Am
- „Beautiful Day” – U2
- „Window In the Skies” – U2
- „Stuck In A Moment You Can’t Get Out Of” – U2
- „Running To Stand Still” – U2
- „Bad” – U2
- „Sometimes You Can’t Make It On Your Own” – U2
- „MLK” – U2
- „With Or Without You” – U2

Odcinek 15. – Blood on the Tracks
- „The Times They Are A-Changin" – Bob Dylan
- „All Along the Watchtower” – Bob Dylan
- „Ballad of a Thin Man” – Bob Dylan
- „Thunder on the Mountain” – Bob Dylan
- „Positively 4th Street” – Bob Dylan
- „Knockin’ on Heaven’s Door” – Bob Dylan
- „Simple Twist of Fate” – Bob Dylan
- „Like a Rolling Stone” – Bob Dylan

Odcinek 16. – The Goodbye Room
- „Baby Love” – The Supremes
- „Stand By Me” – Ben E. King
- „Baby I Need Your Lovin" – The Four Tops
- „Where Did Our Love Go” – The Supremes
- „Losing You” – Brenda Lee
- „You Are My Sunshine” – Carly Simon

Odcinek 17. – Shuffle, Ball, Change
- „Heat of the Moment” – Asia
- „Behind The Mask” – Luscious Redhead
- „Self Control” – Laura Branigan
- „Through The Fire” – Chaka Khan
- „I’m Free (Heaven Helps the Man)”  – Kenny Loggins
- „Ain’t Nobody” – Rufus & Chaka Khan
- „I Want to Know What Love Is” – Foreigner

Odcinek 18. – A Dollar, A Dream
- „Home” – Sheryl Crow
- „Baby Jane” – Colleen Grace
- „Here With Me” – Dido
- „Those Final Feet” – Cowboy Junkies
- „Something That You Do” – Emma Burgess
- „Witness” – Sarah McLachlan
- „Breakable” – Fisher
- „Angel” – Sarah McLachlan

Odcinek 19. – Offender
- „Bizarre Love Triangle” – New Order
- „Shattered Dreams” – Johnny Hates Jazz
- „Little Lies” – Fleetwood Mac
- „A Forest” – The Cure
- „Precious Pain” – Melissa Etheridge
- „Never Surrender” – Corey Hart

Odcinek 20. – Stand Up And Holler
- „Plowed” – Sponge
- „Wannabe” – Spice Girls
- „Something’s Always Wrong” – Toad the Wet Sprocket
- „Crazy Life” – Toad the Wet Sprocket
- „Doll Parts” – Hole
- „High & Dry” – Radiohead

Odcinek 21. – Torn
- „Alexander’s Ragtime Band” – Bessie Smith
- „You Made Me Love You” – Al Jolson
- „Some Of These Days” – Sophie Tucker
- „There’ll Be Some Changes Made” – Sophie Tucker
- „Dead Man Blues” – Jelly Roll Morton
- „After You’ve Gone” – Sophie Tucker
- „Stardust” – Hoagy Carmichael

Odcinek 22. – Cargo
- „Maybe Tomorrow” – Stereophonics
- „Let There Be Love” – Oasis
- „Good Is Good” – Sheryl Crow
- „Walking 2 Hawaii” – Tom McRae
- „Rewind” – Stereophonics
- „Fix You” – Coldplay

Odcinek 23. – A Good Death
- „1979” – The Smashing Pumpkins
- „Out of My Head” – Fastball
- „The Freshmen” – The Verve Pipe
- „P.S. You Rock My World” – Eels
- „Barely Breathing” – Duncan Sheik
- „Good Day” – Paul Westerberg

Odcinek 24. – Stalker
- „Speed Of Sound” – Coldplay
- „Chasing Cars” – Snow Patrol
- „Brighter Than Sunshine” – Aqualung
- „Open Your Eyes” – Snow Patrol
- „Shine On” – Jet
- „Stolen” – Dashboard Confessional

## Sezon 5.
Odcinek 01. – Thrill Kill
- „All Apologies” – Nirvana
- „Stay Away” – Nirvana
- „If You Must” – Nirvana
- „Lithium” – Nirvana
- „Drain You” – Nirvana
- „Heart Shaped Box” – Nirvana
- „Something In The Way” – Nirvana
- „Come As You Are” – Nirvana

Odcinek 2. – That Woman
- „I Will Buy You a New Life” – Everclear
- „Sex and Candy” – Marcy Playground
- „Counting Blue Cars” – Dishwalla
- „Torn” –Natalie Imbruglia
- „Last Goodbye” – The Mains
- „Closing Time” – Semisonic
- „Black Balloon” – Goo Goo Dolls

Odcinek 3. – Running Around
- „Unwritten” – Natasha Bedingfield
- „Suddenly I See” – KT Tunstall
- „New Friend Request” – Gym Class Heroes
- „Stars and Boulevards” – Augustana
- „Sing, Theresa Says” – Greg Laswell
- „Other Side Of The World” – KT Tunstall
- „Breakaway” – Kelly Clarkson

Odcinek 4. – Devil’s Music
- „Dimples and Cherry Cheeks” – Tex Beneke
- „Bloodshot Eyes” – Wynonie Harris
- „Sixty Minute Man” – Billy Ward & The Dominoes
- „Noodlin’ Rag” – Perry Como & The Fontaine Sisters
- „Can’t Help Falling in Love” – Elvis Presley

Odcinek 5. – Thick As Thieves
- „All She Wants Is” – Duran Duran
- „Lips Like Sugar” – Echo & the Bunnymen
- „I Drove All Night” – Cyndi Lauper
- „Sacrifice” – Elton John
- „Don’t You Want Me” – The Human League
- „One More Try” – George Michael

Odcinek 6. – Wunderkind
- „Superstylin" – Groove Armada
- „Clint Eastwood” – Gorillaz
- „The Clipse” – 3Grindin'
- „Speak Your Peace” – Terry Callier
- „Won” – The Beta Band
- „Natural Blues” – Moby

Odcinek 7. – World’s End
- „Begin the Beguine” – Artie Shaw
- „You Can’t Pull the Wool Over My Eyes” – Benny Goodman
- „Jumpin’ At the Woodside” – Count Basie & His Orchestra
- „Always” – Ralph Flanagan
- „It’s Easy to Remember” – Bing Crosby
- „Moonlight Serenade” – Glenn Miller & His Orchestra
- „Always” – Frank Sinatra

Odcinek 8. – It Takes A Village
- „Undeniable” – Mat Kearney
- „The People” – Common
- „Get Em High” – Kanye West, Common & Talib Kweli
- „Put Your Records On” – Corinne Bailey Rae
- „You’re Gonna Make It” – KJ-52

Odcinek 9. – Boy Crazy
- „He’s A Rebel” – The Crystals
- „Runaround Sue” – Dion
- „Walk Like A Man” – Frankie Valli & The Four Seasons
- „Big Girls Don’t Cry” – Frankie Valli & The Four Seasons
- „You’ve Really Got A Hold On Me” – The Miracles
- „The End Of The World” – Skeeter Davis
- „Everybody Loves Me But You” – Brenda Lee

Odcinek 10. – Justice
- „Space Age Love Song” – A Flock of Seagulls
- „Sister Europe” – The Psychedelic Furs
- „Love Will Tear Us Apart” – Joy Division
- „Secrets” – The Cure
- „Love My Way” – The Psychedelic Furs
- „Save a Prayer” – Duran Duran

Odcinek 11. – Family 8108
- „Boogie Woogie Bugle Boy” – The Andrews Sisters
- „The White Cliffs of Dover” – Vera Lynn
- „This Is No Laughing Matter” – Glenn Miller
- „Praise the Lord and Pass the Ammunition!” – Kay Kyser
- „Whispering Grass (Don’t Tell the Trees)” – The Ink Spots
- „I’m Making Believe” – Ella Fitzgerald & The Ink Spots
- „When the Lights Go On Again (All Over the World)” – Vaughn Monroe

Odcinek 12. – Sabotage
- „Last Christmas” – Wham!
- „Snow (Hey Oh)” – Red Hot Chili Peppers
- „Turn My Head” – LIVE
- „Crestfallen” – The Smashing Pumpkins
- „Apologize” – OneRepublic

Odcinek 13. – Spiders
- „Someday” – Sugar Ray
- „Greedy Fly” – Bush
- „Dumb Fun” – Versus
- „Moby Octopad” – Yo La Tengo
- „Sleep To Dream” – Fiona Apple
- „I’m Gonna Change” – Starboard Green
- „Tonight, Tonight” – The Smashing Pumpkins

Odcinek 14. – Andy In C Minor
- „SOS” – Rihanna
- „Talk” – Coldplay
- „Gravity” – John Mayer
- „Look What You’ve Done” – Jet
- „Look After You” – The Fray

Odcinek 15. – The Road
- „Umbrella” – Rihanna
- „Crazy” – Gnarls Barkley
- „Somewhere Over The Rainbow” – Israel Kamakawiwoʻole
- „Bands 2” – Absinthe Blind
- „Red Thread” – Lisa Germano
- „Come Home” – OneRepublic

Odcinek 16. – Bad Reputation
- „Santa Monica” – Everclear
- „Bad Reputation” – Freedy Johnston
- „Everything to Everyone” – Everclear
- „Swallowed” – Bush
- „Cumbersome” – Seven Mary Three
- „Recovering the Satellites” – Counting Crows

Odcinek 17. – Slipping
- „Crazy” – Patsy Cline
- „Devil or Angel” – Bobby Vee
- „You Belong to Me” – The Duprees
- „All Alone Am I” – Brenda Lee
- „The End of the World” – Skeeter Davis

Odcinek 18. – Ghost Of My Child
- „Better Days” – Goo Goo Dolls
- „I Am an Island” – The Good Life
- „Modern World” – Wolf Parade
- „Bedshaped” – Keane
- „Stay or Leave” – Dave Matthews
- „Far Away” – Nickelback

## Sezon 6.
Odcinek 1. – Glory Days
- „Takin’ Care Of Business” – Bachman-Turner Overdrive
- „China Grove” – The Doobie Brothers
- „Rock On” – Def Leppard
- „Do It Again” – Steely Dan
- „Blue Sky” – The Allman Brothers Band
- „Reelin’ In the Years” – Steely Dan

Odcinek 2. – True Calling
- „Right Here, Right Now” – Jesus Jones
- „Here’s Where the Story Ends” – The Sundays
- „Where Is My Mind” – Pixies
- „Quiet On Tha Set” – N.W.A
- „Crazy” – Seal
- „Half A World Away” – R.E.M.

Odcinek 3. – Wednesday’s Women
- „Blue Velvet” – Bobby Vinton
- „Walk On By” – Dionne Warwick
- „Let It Shine” – Erja Lyytinen
- „Come See About Me” – The Supremes
- „You Really Got Me” – The Kinks
- „Will The Circle Be Unbroken?” – Jimmy Collier
- „This Little Light of Mine” – Tracie Thoms

Odcinek 4. – Roller Girl
- „September” – Earth, Wind & Fire
- „Hot Child In the City” – Nick Gilder
- „Good Times” – Chic
- „The Loco-Motion” – Grand Funk Railroad
- „If I Can’t Have You” – Yvonne Elliman
- „Two Tickets to Paradise” – Eddie Money
- „Sentimental Lady” – Bob Welch

Odcinek 5. – Shore Leave
- „Sound Off” – Vaughn Monroe
- „If You Turn Me Down” – Peggy Lee
- „Yeah, Yeah, Yeah” – Keely Smith & Louis Prima
- „Go, Man, Go” – Sy Oliver
- „Mona Lisa” – Nat King Cole
- „Rocket 88” – Jackie Brenston and his Delta Cats
- „Taps” – The O’Neill Brothers

Odcinek 6. – The Dealer
- „The Stroke” – Billy Squier
- „Whip It” – Devo
- „Burnin’ For You” – Blue Öyster Cult
- „Brass In Pocket” – The Pretenders
- „Another One Bites The Dust” – Queen
- „Who’s Crying Now” – Journey
- „True Colors” – Cyndi Lauper

Odcinek 7. – One Small Step
- „Bad Moon Rising” – Creedence Clearwater Revival
- „Thank the Lord For the Night Time” – Neil Diamond
- „Goin’ Up the Country” – Canned Heat
- „Green River” – Creedence Clearwater Revival
- „A Whiter Shade of Pale” – Procol Harum

Odcinek 8. – Triple Threat
- „Black Steel in the Hour of Chaos” – Public Enemy
- „Pump Up the Jam” – Technotronic
- „Back to Life” – Soul II Soul
- „Free Fallin’ / Va Penserio” – Tom Petty / Verdi

Odcinek 9. – Pin Up Girl
- „Guy Mitchell” – Look At That Girl
- „Istanbul (Not Constantinople)”  – The Four Lads
- „I’ll Wait For You” – Ruth Brown
- „Half A Photograph” – Kay Starr
- „Somewhere Along The Way” – Nat King Cole
- „Can’t I?” – Nat King Cole

Odcinek 10. – Street Money
- „Gone” – Kanye West, Consequence & Cam’ron
- „Guns Are Drawn” – The Roots
- „The Corner” – Common
- „5 O’Clock” – The Perceptionists & Phonte of Little Brother
- „The Boogie Man Song” – Mos Def
- „Hands of Time” – Groove Armada

Odcinek 11. – Wings
- „Come Fly With Me” – Frank Sinatra
- „Too Marvelous for Words” – Frank Sinatra
- „I’ve Got the World on a String” – Frank Sinatra
- „Little Girl Blue” – Frank Sinatra
- „Someone to Watch Over Me” – Frank Sinatra

Odcinek 12. – Lotto Fever
- „Underdog” – Spoon
- „Chelsea Dagger” – The Fratellis
- „Flashback” – The Twilight Singers
- „Lived In Bars” – Cat Power
- „Two” – Ryan Adams
- „On The Way Back Home” – Lucero

Odcinek 13. – Breaking News
- „Simply Irresistible” – Robert Palmer
- „What’s The Matter Here?”  – 10,000 Maniacs
- „One Thing Leads To Another” – The Fixx
- „Red Skies” – The Fixx
- „Don’t Come Around Here No More” – Tom Petty & The Heartbreakers
- „Shout” – Tears for Fears

Odcinek 14. – The Brush Man
- „I’ll Be Your Mirror” – The Velvet Underground
- „These Boots Are Made For Walkin" – Nancy Sinatra
- „Lightning’s Girl” – Nancy Sinatra
- „European Son” – The Velvet Underground
- „Pale Blue Eyes” – The Velvet Underground

Odcinek 15. – Witness Protection
- „Slow Moves” – José González
- „If You Were Here” – Cary Brother
- „Not As We” – Alanis Morissette
- „Crosses” – José González
- „The Ocean” – The Bravery
- „Until The Day Is Done” – R.E.M.

Odcinek 16. – Jackals
- „Magic Man” – Heart
- „Show Me The Way” – Peter Frampton
- „Slow Ride” – Foghat
- „Stranglehold” – Ted Nugent
- „Bad Company” – Bad Company
- „Simple Man” – Lynyrd Skynyrd

Odcinek 17. – Officer Down
- „I Wish It Would Rain” – The Temptations
- „Across 110th Street” – Bobby Womack
- „Down In The Valley” – Otis Redding
- „Just A Thought” – Gnarls Barkley
- „The Judgement” – Solomon Burke

Odcinek 18. – Mind Games
- „Beautiful Boy (Darling Boy)” – John Lennon
- „Imagine” – John Lennon
- „Mind Games” – John Lennon
- „Scared” – John Lennon
- „#9 Dream” – John Lennon
- „Instant Karma” – John Lennon
- „Watching The Wheels” – John Lennon

Odcinek 19. – Libertyville
- „Are You Havin’ Any Fun?” – Tony Bennett
- „It Looks Like Love” – Dean Martin
- „Oh! Look At Me Now” – Frank Sinatra
- „Never Again”
- „This Land Is Your Land” – Sharon Jones and the Dap-Kings

Odcinek 20. – Stealing Home
- „537 C.U.B.A” – Orishas
- „How Do U Want It” – Tupac Shakur & K-Ci & Jojo
- „Que Bueno Baila Usted” – Benny Moré
- „Vida Mas Simple” – Nil Lara

Odcinek 21. – November 22nd
- „Green Onion” – Booker T. and the M.G.’s
- „Alabama” – John Coltrane
- „My One and Only Love” – Johnny Hartman

Odcinek 22. – The Long Blue Line (część 1)
- „Corduroy” – Pearl Jam
- „Come Back” – Pearl Jam
- „Who You Are” – Pearl Jam
- „Why Go” – Pearl Jam
- „Rearviewmirror” – Pearl Jam
- „In Hiding” – Pearl Jam
- „Indifference” – Pearl Jam
- „Yellow Ledbetter” – Pearl Jam

Odcinek 23. – Into The Blue (część 2)
- „Once” – Pearl Jam
- „Alive” – Pearl Jam
- „Man Of The Hour” – Pearl Jam
- „Nothingman” – Pearl Jam
- „Given To Fly” – Pearl Jam
- „Release” – Pearl Jam
- „Immortality” – Pearl Jam
- „Black” – Pearl Jam